# زیردریایی تیپ یوسی سوم
زیردریایی تیپ یوسی سوم (به انگلیسی: German Type UC III submarine) یک کلاس از زیردریایی است.